# Мнішек над Попрадом
Мнішек над Попрадом (словац. Mníšek nad Popradom) — село в Словаччині, Старолюбовняському окрузі Пряшівського краю.
Вперше згадується у 1323 році.
В селі є римо-католицький костел з 1900 року та монастир із середьовіччя, якого руїни перебудовано на палац.

## Географія
Розташоване в північно-східній частині Словаччини в північній частині Любовнянської височини в долині річки Попрад на кордоні з Польщею. Протікає річка Гранична.

## Населення
| Рік:            | 1994. | 2004.   | 2014.   | 2024.   |
| --------------- | ----- | ------- | ------- | ------- |
| Кількість осіб: | 664   | 682     | 647     | 592     |
| Різниця:        |       | +2,71 % | -5,13 % | -8,50 % |

| Рік:            | 2023. | 2024.   |
| --------------- | ----- | ------- |
| Кількість осіб: | 596   | 592     |
| Різниця:        |       | -0,67 % |

В селі проживає 659 осіб.
Національний склад населення (за даними останнього перепису населення — 2001 року):
- словаки — 95,30 %
- цигани — 1,99 %
- поляки — 1,99 %
- русини — 0,14 %

Склад населення за приналежністю до релігії станом на 2001 рік:
- римо-католики — 94,87 %,
- греко-католики — 4,42 %,
- протестанти — 0,14 %,
- не вважають себе віруючими або не належать до жодної вищезгаданої церкви- 1,57 %